# Homodotis
Homodotis là một chi bướm đêm thuộc họ Geometridae.